# 蘭姆巴巴

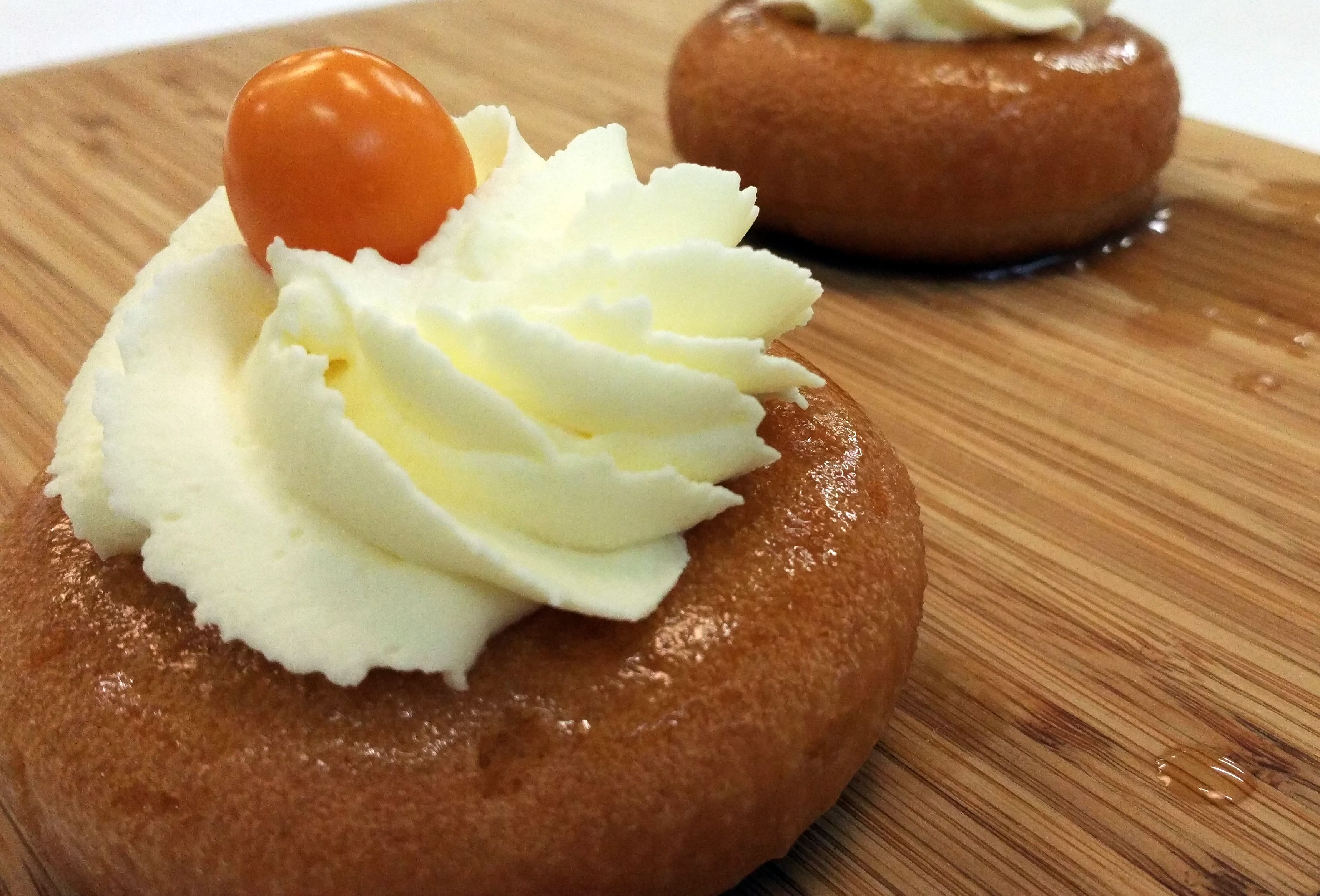
蘭姆巴巴

蘭姆巴巴（法語：Baba au rhum），又译为巴巴朗姆蛋糕，是一種起源於法國、流行於法國和義大利的點心，因浸泡在朗姆酒中而得名。

## 歷史
據說，该點心的靈感來源於波蘭國王斯坦尼斯瓦夫一世喜爱的奶油圓蛋糕，這種蛋糕口感較乾，蘸進红葡萄酒裡的時候更好吃。其女兒瑪麗·萊什琴斯卡与法国国王路易十五结婚时，作为陪嫁隊伍中一员的尼古拉斯·施托雷爾（英語：Nicolas Stohrer）抵达巴黎并成為法国宮廷糕點主廚。18世紀初，施托雷爾服務整個凡爾賽宮、負責法国國王所有的宴會和派對，因而受到法国國王的喜愛。1730年，他在巴黎第二區的蒙托格伊路开了一家名为史托爾的糕點店，并在開業時對蘭姆巴巴的配方进行了調整，以朗姆酒取代了紅酒。